# Montagnieu, Ain
Montagnieu är en kommun i departementet Ain i regionen Auvergne-Rhône-Alpes i östra Frankrike. Kommunen ligger  i kantonen Lhuis som ligger i arrondissementet Belley. Kommunens areal är 6,22 km². År 2022 hade Montagnieu 684 invånare.

## Befolkningsutveckling
Antalet invånare i kommunen Montagnieu
Referens: INSEE